# Santa Marta (kommun i Spanien, Extremadura, Provincia de Badajoz, lat 38,61, long -6,63)
Santa Marta är en kommun i Spanien.   Den ligger i provinsen Provincia de Badajoz och regionen Extremadura, i den sydvästra delen av landet, 300 km sydväst om huvudstaden Madrid. Antalet invånare är 4 355. Arean är 120 kvadratkilometer.
Terrängen i Santa Marta är platt åt nordost, men åt sydväst är den kuperad.